# Grootlint

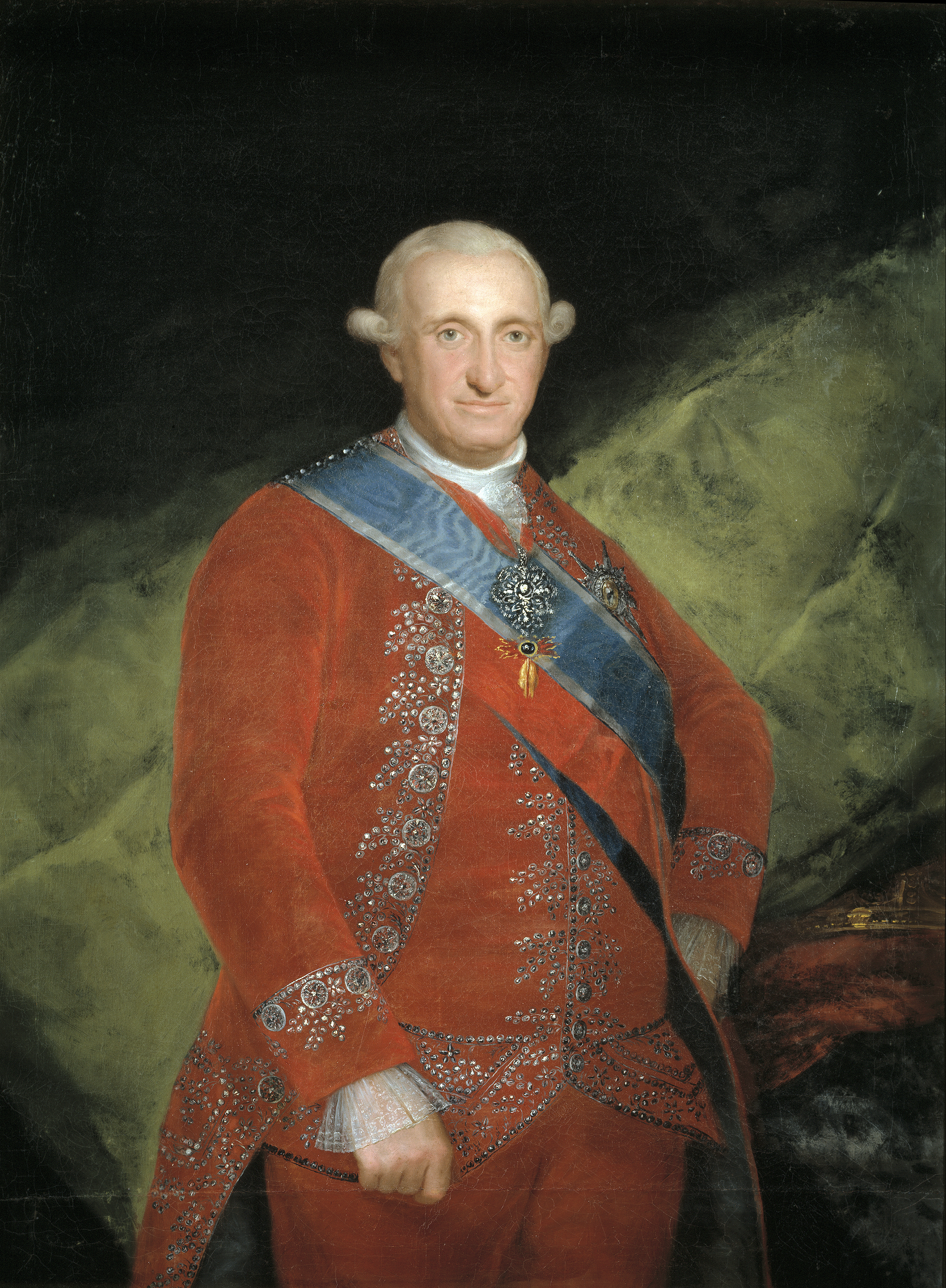
Karel IV van Spanje was nog gewoon om drie grootlinten te dragen.

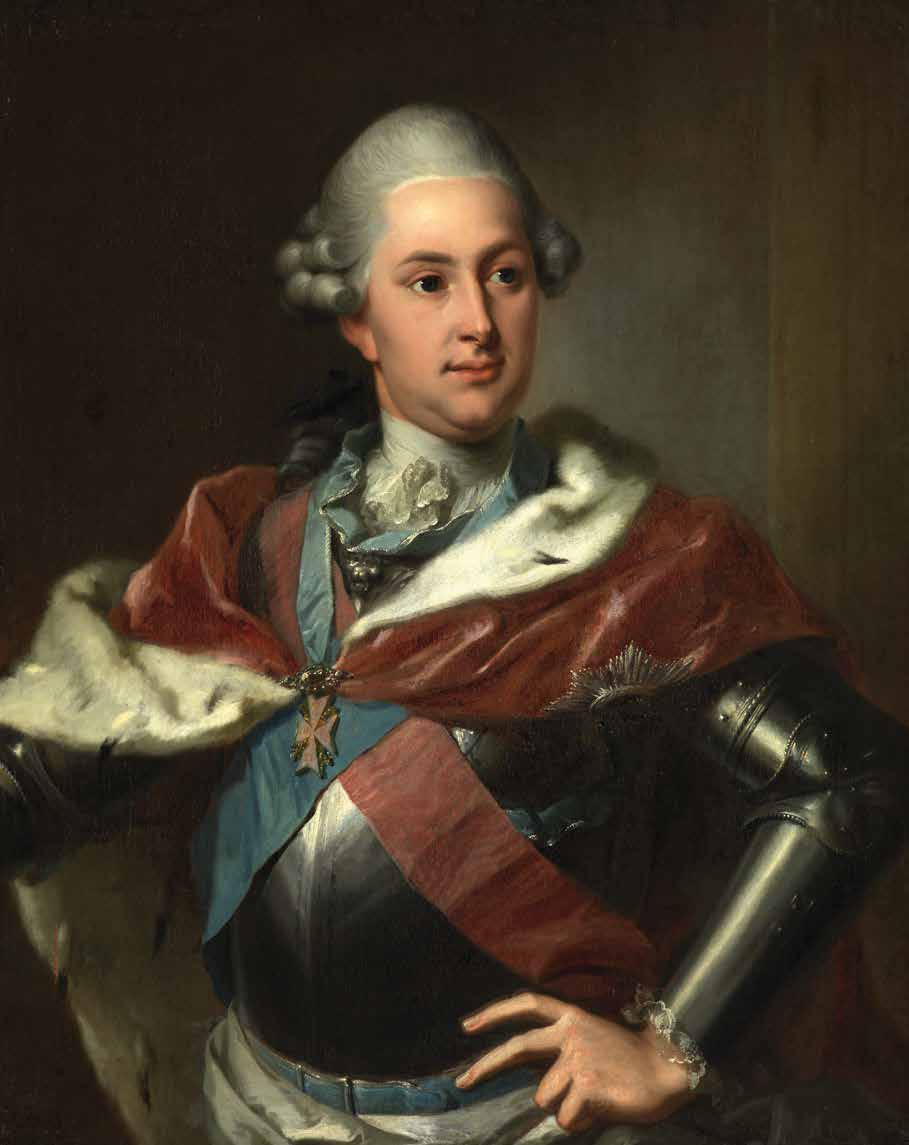
Wilhelm van Hessen Kassel droeg een grootlint over iedere schouder.

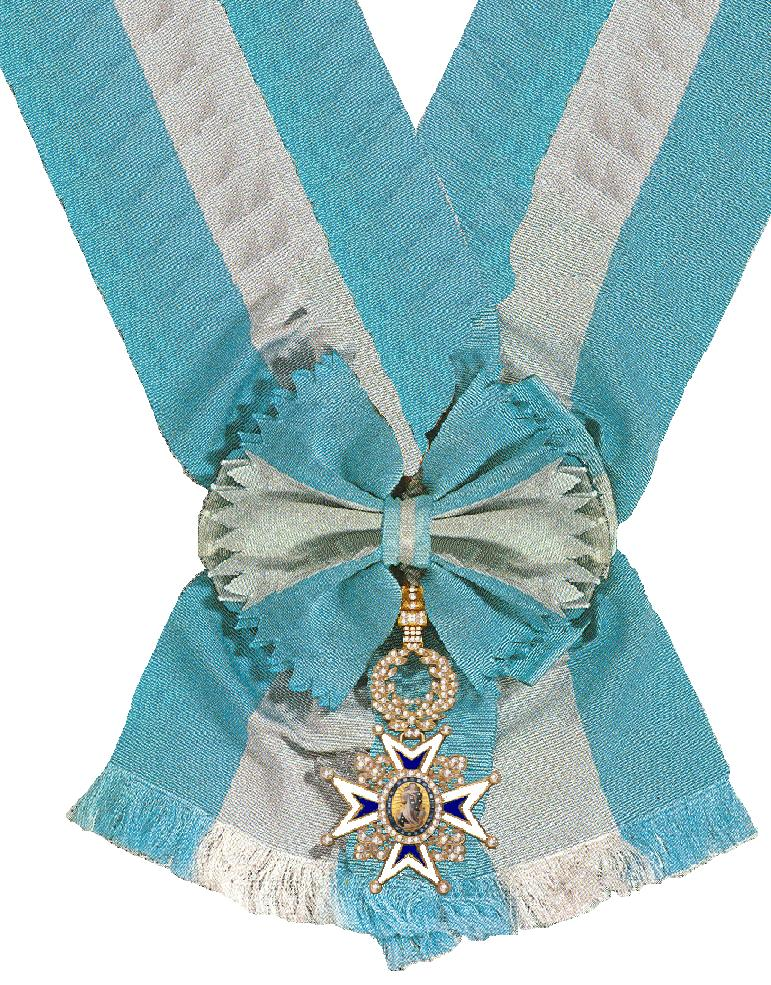
Het grootlint van de Spaanse Orde van Karel III met daaraan een grootkruis

Het grootlint van de Spaanse Orde van Karel III als heraldisch pronkstuk in het wapen van H.M. Koningin Letizia van Spanje

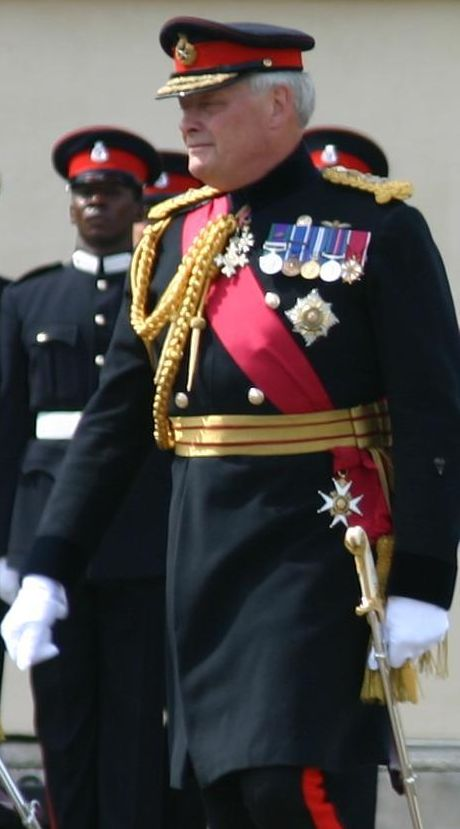
Een generaal draagt het grootlint van de Orde van het Bad

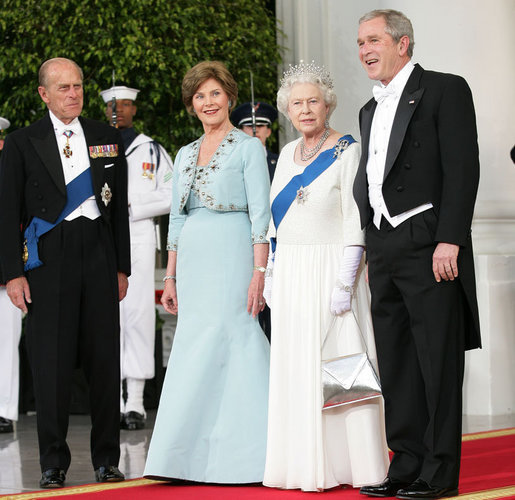
De Britse Koningin en Prins Philip dragen hun "Lesser George" aan een grootlint.

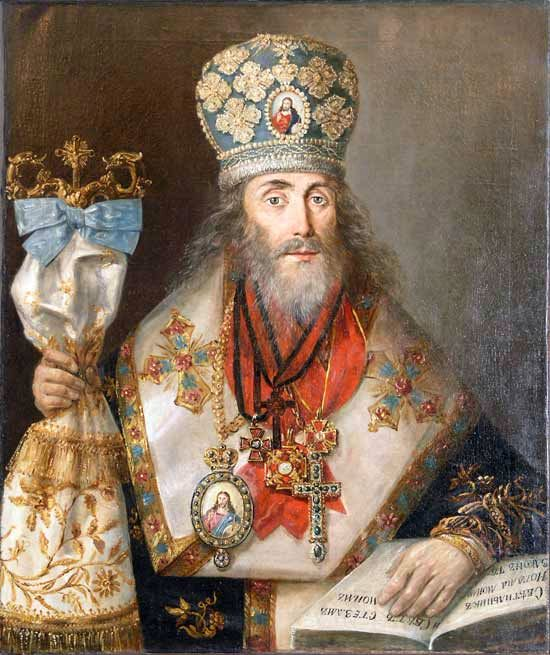
Aartsbisschop Jevgeni Kazantsev van Jaroslavl en Rostov (1778-1871) met het Priesterkruis ter Herinnering aan de Oorlog van 1812. Hij draagt het grootkruis in de Alexander Nevski-Orde aan een breed rood lint en ook het commandeurskruis in de Orde van Sint-Anna. In de hand houdt hij de doctorsstaf.

Het grootlint is een van de mogelijke versierselen van een ridderorde of, zoals in de Belgische Leopoldsorde, een aanduiding van een hoge graad in de orde.

## Geschiedenis
De oudste ridderorden hadden slechts een enkele graad; die van ridder en deze ridders vormden ook een gemeenschap. De nieuwere orden, orden van verdienste, komen niet meer bij elkaar en hebben een aantal rangen.
Het grootkruis, meestal de hoogste rang in een orde, wordt vaak aan een ongeveer 10 centimeter breed lint in de kleuren van de orde op de heup gedragen. Dit lint heet een "grootlint".
Meestal wordt het grootlint over de rechterschouder gedragen en eindigt het lint in een strik op de linkerheup, maar er zijn ook rozetten en, vooral in Duitsland en Noord-Europa, eenvoudiger bevestigingen bekend.
Het grootlint is ontstaan uit de gewoonte van ridders in de Orde van de Kousenband om het medaillon dat zij om de hals droegen tijdens het rijden onder de rechterschouder te hangen door hun arm door het lint te steken.

Zo sloeg het zware gouden juweel niet meer in hun gezicht tijdens het draven. Het lint werd, in samenspel met de veranderende herenmode, steeds langer zodat het juweel uiteindelijk op de heup terechtkwam.
In de 18e eeuw begon men ook buiten Engeland zijn ordekruis op deze wijze op de heup te dragen. Lodewijk XIV en tsaar Peter de Grote droegen hun kleinood niet meer om de hals ("en sautoir") maar over of onder hun jas. De laatste vorst die zijn grootlint nog dagelijks droeg was de Britse Prins-gemaal Albert.
Alle Nederlandse en Belgische grootlinten worden over de rechterschouder gedragen; de linten van de Orde van de Kousenband, de Orde van de Distel en de Hoge Orde van de Zwarte Adelaar worden daarentegen altijd over de linkerschouder gehangen. Dames dragen vaak een smaller lint en geestelijken dragen het grootlint traditioneel over beide schouders zodat het kruis van de orde voor hun onderbuik hangt.
Meestal is het grootlint een versiersel van een grootkruis maar in sommige orden, waaronder de Belgische Leopoldsorde, is het ook de aanduiding van de hoogste rang in de orde en betekent " grootlint" dus "grootkruis".
Grootlinten kunnen op een uniform of onder een jasje van een rokkostuum worden gedragen. De gewoonte om het lint óver dat jasje te dragen is iets voor slechte Hollywoodfilms of dictators van bananenrepublieken. Wanneer er een staatshoofd of een prins van een koninklijke familie aanwezig is draagt men het grootlint over het vest. Wanneer er geen president of prins aanwezig is dan wordt het lint, net zichtbaar, onder het witte vest gedragen.
In de 18e eeuw werden nog weleens twee of drie grootlinten over elkaar over de schouder gedragen. Ook kruiselings gedragen grootlinten, één over iedere schouder, kwamen sporadisch voor. Aan het Franse hof gaf men in de 18e eeuw met een rood lint op de hemelsblauwe strik van het grootlint van de Orde van de Heilige Geest aan ook grootkruis in de militaire Orde van de Heilige Lodewijk te zijn.
In de loop van de 18e eeuw veranderde het modebeeld en zag men het grootlint dat door Lodewijk XIV altijd boven al zijn kleding, dat wil zeggen over de schouder van zijn jas, werd gedragen verhuizen naar een geriefelijker en bescheidener plaats boven het vest maar onder de jas. Het verdwijnen van een groot deel van het zichtbare gedeelte van het lint past bij de veranderende mode die een steeds soberder herenkostuum met steeds gedektere kleuren voorschreef. In de 19e eeuw was het lint definitief onder de jas beland.
Aan het Britse hof ontstond in de 20e eeuw de gewoonte om het grootlint in te korten en aan speciaal daarvoor aangebrachte knopen aan de binnenzijde van het rokjasje te bevestigen. Prins Philip en Prins Charles dragen hun grootlinten, vanwege het comfort, meestal op deze wijze.
Bij een kostuum, jacquet of smoking draagt men geen grootlinten. Sommige landen in Zuidoost-Azië, waar men geen rokkostuum draagt, wijken van deze gewoonte af.
Dames dragen een lint om praktische en esthetische redenen niet in dezelfde breedte als een man. Een grootlint voor een heer is volgens de traditie "een handpalm breed". In de moderne Nederlandse reglementen is sprake van een "lint voor mannen van 101 millimeter en voor vrouwen van 68 millimeter breed".
In de 19e eeuw was het voor dames gebruikelijk om het brede lint zo te plooien dat het bij de aan het hof gebruikelijke japonnen met ontblote schouders, het "grand decolleté" niet met de huid in aanraking kwam maar met spelden en draad langs de rand van het met baleinen omhooggehouden lijfje van de robe kon worden geschikt. Voorbeelden daarvan zijn vooral bij de aan een grootlint gedragen Spaanse damesorde, de Maria-Luisa-Orde te vinden.
Het is gebruikelijk dat geestelijken hun grootlint over beide schouders dragen, zó dat het grootkruis op de borst of buik komt te hangen.

## Grootlint als presidentieel insigne
In Zuid-Amerika ziet men bij de installatie van presidenten dat zij een breed grootlint in de kleuren van de nationale vlag omgehangen krijgen. Deze linten zijn midden op de borst geborduurd met een grote afbeelding van het landswapen.

## Cordons in de vrijmetselarij
Tijdens rituele bijeenkomsten in een vrijmetselaarsloge dragen de officieren van de loge een breed lint over beide schouders, wat samenkomt voor de borst. Een dergelijk lint wordt een cordon of kraagband genoemd, en aan elk cordon hangt een metalen juweel wat symbool staat voor de functie in de loge van de drager, bijvoorbeeld voorzittend meester of secretaris. In het Cultureel Maçonniek Centrum 'Prins Frederik' in Den Haag is een verzameling van deze cordons bijeengebracht.